# 中国科学院上海硅酸盐研究所
中国科学院上海硅酸盐研究所（英語：Shanghai Institute of Ceramics, Chinese Academy of Sciences）是中华人民共和国一家主要关注化学、材料学等领域的专业研究机构，是中国科学院直属正局级单位，其前身可追溯到1928年正式创立于上海的国立中央研究院工程研究所。
上海硅酸盐研究所现有中国科学院院士2人、中国工程院院士3人，正高级科技人员108人，副高级科技人员202人。

## 历史
1927年11月20日，蔡元培主持召开中央研究院筹备会议，会议通过了《中华民国大学院中央研究院组织条例》并决定优先筹备设立理化实业研究所等四个研究机构。理化实业研究所分为物理组、化学组和工程组，主要关注基础科学研究，但也包括实用的工程学。1928年6月9日，中央研究院第一次院务会议在上海召开，蔡元培宣布中央研究院正式成立。院务会议之后不到一个月，理化实业研究所筹备工作即宣告完成。事实上，理化实业研究所正式成立之时就分为物理、化学和工程三个研究所，由周仁出任工程研究所所长。起初三个研究所合设于上海市霞飞路899号办公，后又一同搬至白利南路理工实验馆。抗日战争期间，工程研究所迁往昆明。1945年更名为国立中央研究院工学研究所。1946年，工学研究所返回上海理工实验馆开展工作，钢铁研究部分留在昆明成为工作站。
中国共产党取得政权后，中国科学院开始接收中央研究院工学研究所。1950年，中央研究院工学研究所改组为中国科学院工学实验馆，是中国科学院最初的15个研究所之一。1953年，改名中国科学院冶金陶瓷研究所。1955年开始筹建长沙分所，后独立为中国科学院矿冶研究所。1959年，以研究所陶瓷部分为基础组建中国科学院硅酸盐化学与工学研究所。
1966年毛泽东发动文化大革命后，国防工业的科研、生产、建设等各方面也受到严重影响而趋于瘫痪。聂荣臻于1967年先后向中共中央提交了《关于军事接管和调整改组国防科研机构的请示报告》和《关于国防科研体制调整改组方案的报告》。根据批复，国防科委提供具体的调整和改组方案，次年1月份开始执行。1968年，硅酸盐化学与工学研究所正式划归国防科委，改名“国防科委十六研究院第八研究所”。1970年，研究所复归科学院，定名中国科学院上海硅酸盐化学与工学研究所。1984年，研究所改名中国科学院上海硅酸盐研究所。

## 研究领域
研究所设有关键陶瓷材料全国重点实验室（原高性能陶瓷和超微结构国家重点实验室）、功能晶体与器件全国重点实验室、中国科学院特种无机涂层重点实验室、中国科学院透明光功能无机材料重点实验室、中国科学院无机功能材料与器件重点实验室和中国科学院能量转换材料重点实验室等研究机构。研究所主办的学术期刊主要有《无机材料学报》和《npj-计算材料学》。
上海硅酸盐研究所是中华人民共和国国务院批准的首批博士硕士学位授予单位之一，包括材料科学与工程、化学两个一级学科博士硕士培养点和多个二级学科博士硕士培养点。

## 研究成果
- 碳纤维补强石英复合材料制备工艺[27]
- 卫星、飞船等航天器无机温控涂层[28]
- 坩埚下降法工业生产锗酸铋(BGO)大单晶方法[29]

| 年度 | 项目名称                                                 | 获奖类别               | 链接                   |
| ---- | -------------------------------------------------------- | ---------------------- | ---------------------- |
| 2005 | 扫描电声显微镜及其相关器件和材料                         | 国家技术发明奖（二等） | （页面存档备份，存于） |
| 2007 | 大尺寸掺杂钨酸铅闪烁晶体及其制备技术                     | 国家技术发明奖（二等） | （页面存档备份，存于） |
| 2011 | 介孔基复合材料设计合成、非均相催化性能与应用探索         | 国家自然科学奖（二等） | （页面存档备份，存于） |
| 2013 | 热电材料的多尺度微观结构调控与性能优化                   | 国家自然科学奖（二等） | （页面存档备份，存于） |
| 2013 | 碳化硅陶瓷基复合材料研制及应用                           | 国家技术发明奖（二等） | （存疑）               |
| 2017 | 面向太阳能利用的高性能光电材料和器件的结构设计与性能调控 | 国家自然科学奖（二等） | （页面存档备份，存于） |
| 2017 | 大型高稳定轻量化C/SiC整体结构成套制备技术及空间遥感应用  | 国家技术发明奖（二等） | （页面存档备份，存于） |

## 历任所长
硅酸盐研究所历任所长如下
- 周仁（1960年-1973年）
- 严东生（1978年-1983年）
- 郭景坤（1983年-1995年）
- （1995年-1998年由常务副所长罗昆安主持工作）
- 施尔畏（1998年-2000年）
- 施剑林（2000年-2004年）
- 罗宏杰（2004年-2012年）
- 宋力昕（2013年-2022年）
- 王东（2022年-）